# Laghi
Laghi är en ort och kommun i provinsen Vicenza i regionen Veneto i Italien. Kommunen hade 131 invånare (2018).